# Kozo Arai
Kozo Arai (Prefectura d'Hiroshima, 24 d'octubre de 1950) és un futbolista japonès que disputà 47 partits amb la selecció japonesa.